# Guillermo Saco Vértiz
Guillermo Eduardo Saco Vértiz Schwarz, apodado Willy, (Miraflores, 20 de noviembre de 1981) es un exfutbolista profesional peruano. Habilidoso, rápido y encarador de muy buen pie, jugó de volante y delantero e hizo su debut en Sporting Cristal en el año 2000, partido jugado ante Emelec de Ecuador en el hoy estadio "Alberto Gallardo".  
En el clausura del año 2001 fue cedido a préstamo al equipo iqueño del Estudiantes De Medicina, donde quedó Subcampeón Nacional, teniendo grandes actuaciones con el elenco Morado, donde en el año 2002 regresa al equipo bajopontino, obtuviendo el título Nacional con el cuadro Rimense de Sporting Cristal de la mano del brasilero y entrenador de la selección Peruana, el profesor Paulo Autori .Entre otros logros importantes Profesionales, tiene el Campeonato del fútbol macho de la Copa Perú con el Juan Aurich de Chiclayo en el año 2007 de la mano del estratega e ídolo Celeste Horacio la pepa Baldesari,   por último, tiene un Campeonato y 2 subcampeonatos con el cuadro del deportivo Coopsol de la segunda división, de la mano del entrenador Roberto el Maraha Arrelucea y como presidente del club el señor Freddy Ames, donde se retiró siendo capitán y referente del cuadro amarillo muchos años. 
Es sobrino del exfutbolista profesional Carlos Saco Vértiz que militó en Sporting Cristal en 1962, además, es primo del también exfutbolista Aurelio Saco Vértiz.

## Clubes
| Club                    | País | Año       |
| ----------------------- | ---- | --------- |
| Sport Agustino          | Perú | 1998      |
| Sporting Cristal "B"    | Perú | 1999-2000 |
| Sporting Cristal        | Perú | 2001      |
| Estudiantes de Medicina | Perú | 2001      |
| Sporting Cristal        | Perú | 2002      |
| Estudiantes de Medicina | Perú | 2003      |
| Universidad San Martín  | Perú | 2004-2005 |
| Deportivo Aviación      | Perú | 2005-2006 |
| Juan Aurich             | Perú | 2007      |
| Atlético Chalaco        | Perú | 2008      |
| Real Academia           | Perú | 2009      |
| América Cochahuayco     | Perú | 2010-2011 |
| Deportivo Coopsol       | Perú | 2012-2016 |

## Palmarés

### Campeonatos nacionales
| Título           | Club                | País | Año  |
| ---------------- | ------------------- | ---- | ---- |
| Torneo Clausura  | Sporting Cristal lo | Perú | 2002 |
| Primera División | Sporting Cristal    | Perú | 2002 |
| Copa Perú        | Juan Aurich         | Perú | 2007 |